# Itinéraire complémentaire 27 (Portugal)
L'IC27 est une voie rapide sans profil autoroutier reliant l'  à proximité de Castro Marim à la  N 122  à proximité de Alcoutim.
Sa longueur est de 32 km.
Il est prévu de prolonger l'IC27 plus au nord jusqu'à l' IP 2  (la jonction se fera à proximité de Albernoa).
La longueur finale de la voie rapide sera alors de 92 km.
- Voir le tracé fe l'IC27 sur OpenStreetMap
- Voir le tracé de l'IC27 sur GoogleMaps

## État des tronçons
| Tronçon                      | État (2011)          | km   |
| ---------------------------- | -------------------- | ---- |
| Castro Marim () - Odeleite   | En service (08/2002) | 13,4 |
| Odeleite - Alcoutim          | En service (07/2005) | 19,3 |
| Alcoutim - Albernoa ( IP 2 ) | En projet            | 60,2 |

## Capacité
| Section                            | Capacité | Longueur |
| ---------------------------------- | -------- | -------- |
| Castro Marim () - N 122 (Alcoutim) |          | 32 km    |

## Itinéraire

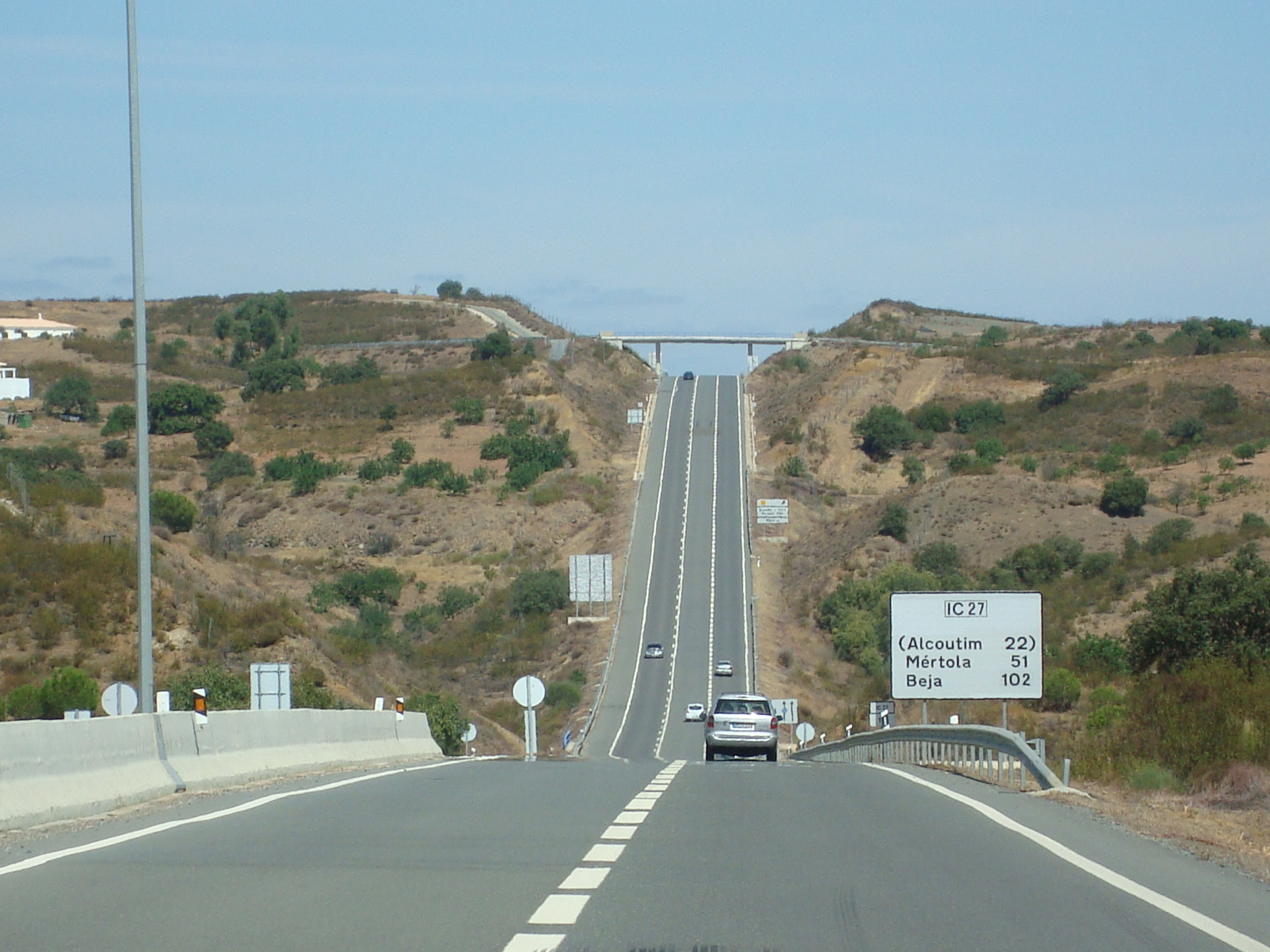
IC27 à proximité de Odeleite.

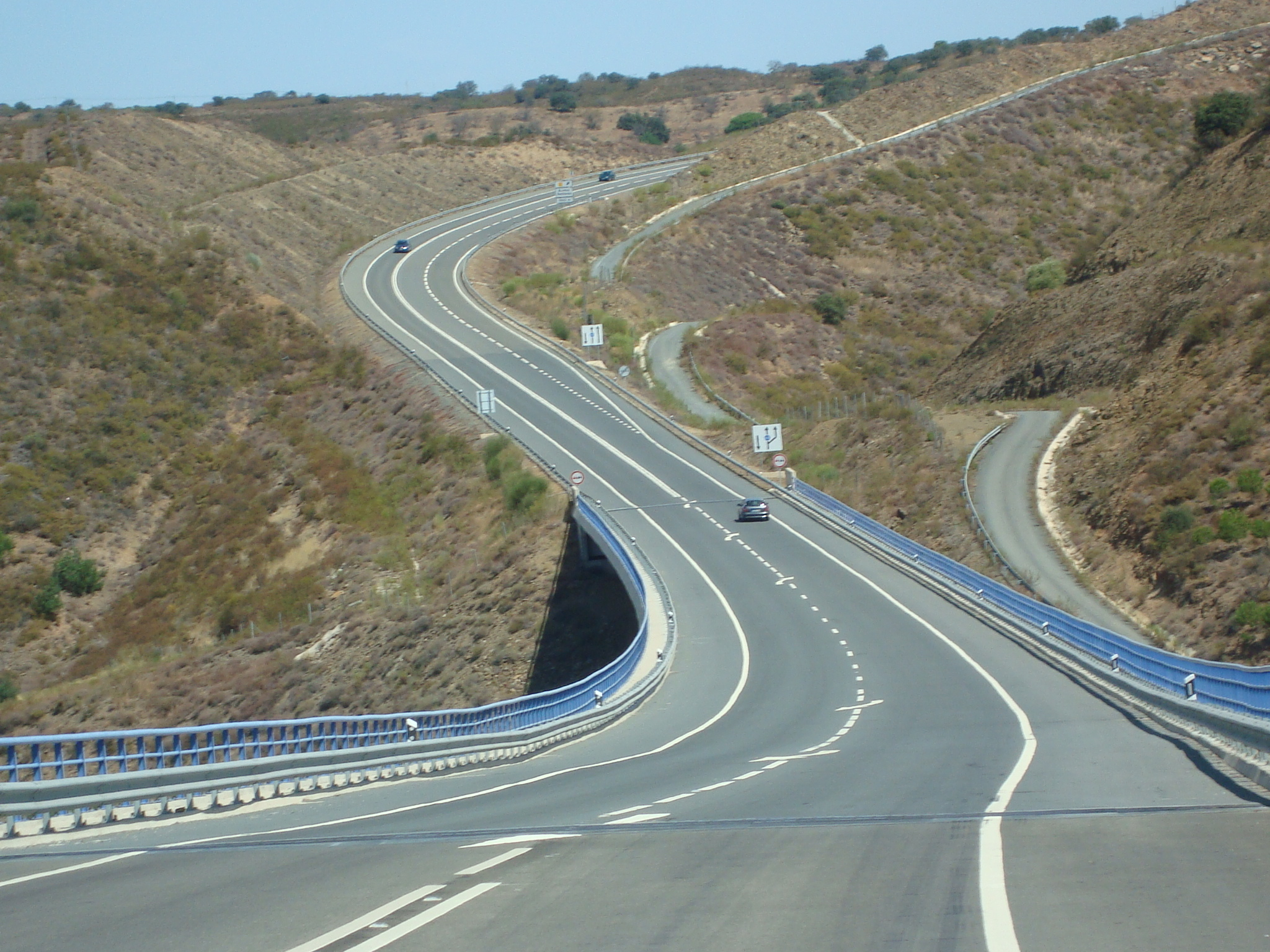
IC27 dans la zone intérieure de l'Algarve.

| Sorties | Villes                         |
| ------- | ------------------------------ |
|         | Castro Marim Espagne Faro      |
| 01      | Monte Francisco                |
| 02      | Azinhal Sentinela              |
| 03      | Almada de Ouro                 |
| 04      | Odeleite                       |
| 05      | Vale do Pereiro                |
| 06      | Palmeira                       |
| 07      | Alcoutim Martim Longo N 124    |
|         | Direction Mértola - Beja N 122 |